# 萨拉戈萨
萨拉戈萨（西班牙語：Zaragoza，發音：[θaɾaˈɣoθa] ⓘ），是西班牙第五大城市，也是阿拉贡自治区和萨拉戈萨省的首府，位於伊比利半島東北部。其以古蹟及民俗文化著稱，現今為一工業地帶，亦為2008年世界博覽會的主辦城市。在交通上有重要位置。

## 名称
它现在的名字萨拉戈萨（[θA.ɾAˈɣO.θA]）来自古代罗马地名凯撒奥古斯塔（Caesaraugusta），该地名于公元前14年以凯撒·奥古斯托皇帝的名义获得。这座城市的起源可以追溯到萨尔杜埃（Salduie），这是自公元前三世纪下半叶以来位于现在萨拉戈萨土地上的伊比利亚塞徳塔尼城市的名字。它以伊比利亚货币记录，在老普林尼的一篇文章中以“Salduvia”的名字记录。随着凯撒·奥古斯塔的建立，伊比利亚城邦成为罗马公民的免疫殖民地。他的罗马教派正在演变，也许经过阿拉伯语的萨拉奎斯塔。

## 地理

### 气候
| 萨拉戈萨机场1981-2010年（海拔高度：263米） | 萨拉戈萨机场1981-2010年（海拔高度：263米） | 萨拉戈萨机场1981-2010年（海拔高度：263米） | 萨拉戈萨机场1981-2010年（海拔高度：263米） | 萨拉戈萨机场1981-2010年（海拔高度：263米） | 萨拉戈萨机场1981-2010年（海拔高度：263米） | 萨拉戈萨机场1981-2010年（海拔高度：263米） | 萨拉戈萨机场1981-2010年（海拔高度：263米） | 萨拉戈萨机场1981-2010年（海拔高度：263米） | 萨拉戈萨机场1981-2010年（海拔高度：263米） | 萨拉戈萨机场1981-2010年（海拔高度：263米） | 萨拉戈萨机场1981-2010年（海拔高度：263米） | 萨拉戈萨机场1981-2010年（海拔高度：263米） | 萨拉戈萨机场1981-2010年（海拔高度：263米） |
| 月份                                       | 1月                                        | 2月                                        | 3月                                        | 4月                                        | 5月                                        | 6月                                        | 7月                                        | 8月                                        | 9月                                        | 10月                                       | 11月                                       | 12月                                       | 全年                                       |
| ------------------------------------------ | ------------------------------------------ | ------------------------------------------ | ------------------------------------------ | ------------------------------------------ | ------------------------------------------ | ------------------------------------------ | ------------------------------------------ | ------------------------------------------ | ------------------------------------------ | ------------------------------------------ | ------------------------------------------ | ------------------------------------------ | ------------------------------------------ |
| 历史最高温 °C（°F）                        | 20.6 (69.1)                                | 22.5 (72.5)                                | 28.3 (82.9)                                | 32.4 (90.3)                                | 36.5 (97.7)                                | 41.0 (105.8)                               | 44.5 (112.1)                               | 42.8 (109.0)                               | 39.2 (102.6)                               | 32.0 (89.6)                                | 28.4 (83.1)                                | 22.0 (71.6)                                | 44.5 (112.1)                               |
| 平均高温 °C（°F）                          | 10.5 (50.9)                                | 13.1 (55.6)                                | 17.3 (63.1)                                | 19.6 (67.3)                                | 24.1 (75.4)                                | 29.3 (84.7)                                | 32.4 (90.3)                                | 31.7 (89.1)                                | 27.1 (80.8)                                | 21.4 (70.5)                                | 14.8 (58.6)                                | 10.8 (51.4)                                | 21.0 (69.8)                                |
| 日均气温 °C（°F）                          | 6.6 (43.9)                                 | 8.2 (46.8)                                 | 11.6 (52.9)                                | 13.8 (56.8)                                | 18.0 (64.4)                                | 22.6 (72.7)                                | 25.3 (77.5)                                | 25.0 (77.0)                                | 21.2 (70.2)                                | 16.2 (61.2)                                | 10.6 (51.1)                                | 7.0 (44.6)                                 | 15.5 (59.9)                                |
| 平均低温 °C（°F）                          | 2.7 (36.9)                                 | 3.3 (37.9)                                 | 5.8 (42.4)                                 | 7.9 (46.2)                                 | 11.8 (53.2)                                | 15.8 (60.4)                                | 18.3 (64.9)                                | 18.3 (64.9)                                | 15.2 (59.4)                                | 11.0 (51.8)                                | 6.3 (43.3)                                 | 3.2 (37.8)                                 | 10.0 (50.0)                                |
| 历史最低温 °C（°F）                        | −15.2 (4.6)                                | −11.4 (11.5)                               | −6.3 (20.7)                                | −2.4 (27.7)                                | 0.5 (32.9)                                 | 1.6 (34.9)                                 | 8.0 (46.4)                                 | 8.4 (47.1)                                 | 4.8 (40.6)                                 | 0.6 (33.1)                                 | −5.6 (21.9)                                | −9.5 (14.9)                                | −15.2 (4.6)                                |
| 平均降水量 mm（）                          | 21.0 (0.83)                                | 21.5 (0.85)                                | 19.1 (0.75)                                | 39.3 (1.55)                                | 43.7 (1.72)                                | 26.4 (1.04)                                | 17.3 (0.68)                                | 16.6 (0.65)                                | 29.5 (1.16)                                | 36.4 (1.43)                                | 29.8 (1.17)                                | 21.4 (0.84)                                | 322.0 (12.68)                              |
| 平均降水天数（≥ 1 mm）                     | 4.0                                        | 3.9                                        | 3.7                                        | 5.7                                        | 6.4                                        | 4.0                                        | 2.6                                        | 2.3                                        | 3.2                                        | 5.4                                        | 5.1                                        | 4.8                                        | 51.1                                       |
| 平均降雪天数                               | 0.7                                        | 0.4                                        | 0.1                                        | 0.0                                        | 0.0                                        | 0.0                                        | 0.0                                        | 0.0                                        | 0.0                                        | 0.0                                        | 0.1                                        | 0.5                                        | 1.8                                        |
| 平均相對濕度（％）                         | 75                                         | 68                                         | 60                                         | 58                                         | 56                                         | 52                                         | 49                                         | 53                                         | 59                                         | 69                                         | 74                                         | 77                                         | 62                                         |
| 月均日照時數                               | 131                                        | 165                                        | 217                                        | 226                                        | 275                                        | 307                                        | 348                                        | 315                                        | 243                                        | 195                                        | 148                                        | 124                                        | 2,694                                      |
| 来源：Agencia Estatal de Meteorología      |                                            |                                            |                                            |                                            |                                            |                                            |                                            |                                            |                                            |                                            |                                            |                                            |                                            |

## 歷史

### 史前和古代历史

罗马城市凯撒奥古斯塔对应现在的萨拉戈萨城区

萨拉戈萨市有两千多年的历史。记录在案的最古老的人口可以追溯到公元前7世纪，在青铜时代末期的一些人口遗骸中。关于一个城市定居点的第一个消息可以追溯到公元前三世纪下半叶。他们告诉我们一个叫萨尔杜耶（Salduie）的伊比利亚城市，它在老普林尼的一篇文章中被称为“Salduvia”。
阿斯科利铜牌的历史可以追溯到公元前89年，它奖励了萨尔杜耶的骑士在战场上的勇气。
另一枚青铜也用拉丁语书写，可追溯到公元前87年5月的望日，最初被称为Tabula Contrebiensis，也被称为博托里塔-2，因为它是在博托里塔发现的，暗指萨尔杜耶人建造了一条沟渠，这条沟渠的路线与仍在使用的阿尔莫萨拉沟渠的路线没有太大区别。
罗马的凯撒奥古斯塔市是奥克塔维奥·奥古斯都在伊比利亚城重新建立的一个免疫殖民地，在公元前25年至12年，很可能在公元前14年与坎塔布里亚战争的退伍军人一起。当时，它有一个长方形的楼层和47公顷的面积，与目前老城区的城市规划相吻合，其周边以南部和东部的科索街、西部的凯撒·奥古斯都大道和北部的埃布罗河为界。不久之后，它成为埃布罗河谷中部最重要的城市中心。这座城市在西罗马帝国时期并没有衰落。

### 中世纪
城市在452年被苏维汇人征服，466年被西哥特人征服，西哥特人将其并入托洛萨王国。541年，它被法兰克人围困，尽管这座城市并没有落入他们的手中。542年，从非洲爆发了查士丁尼大瘟疫，袭击了欧洲地中海沿岸，直到8世纪中叶。
7世纪，城市主教座与萨拉戈萨和塔洪的布劳里奥主教的形象一起经历了一段辉煌的时期。714年被撒拉逊人穆萨·伊本·努赛尔占领，成为一个名为“麦地那·阿尔拜达·萨拉奎斯塔”（意为白色萨拉戈萨）的重要穆斯林中心，查理大帝试图在788年占领该中心，但没有成功。
9世纪，西哥特血统的贵族家族巴努·卡西在入侵后不久皈依伊斯兰教，852年后不久与穆萨·伊本·穆萨一起将其指定为其广阔领土的首都，穆萨在基督教传统中被称为“莫罗·穆萨”。后来，884年科尔多瓦的埃米尔莫哈迈德一世以15000金第纳尔的价格从他手中买下了城市。890年，来自卡拉塔尤德和达罗卡地区的图伊比人、也门人获得了霸权，穆罕默德·阿兰卡尔成为萨拉戈萨州长。

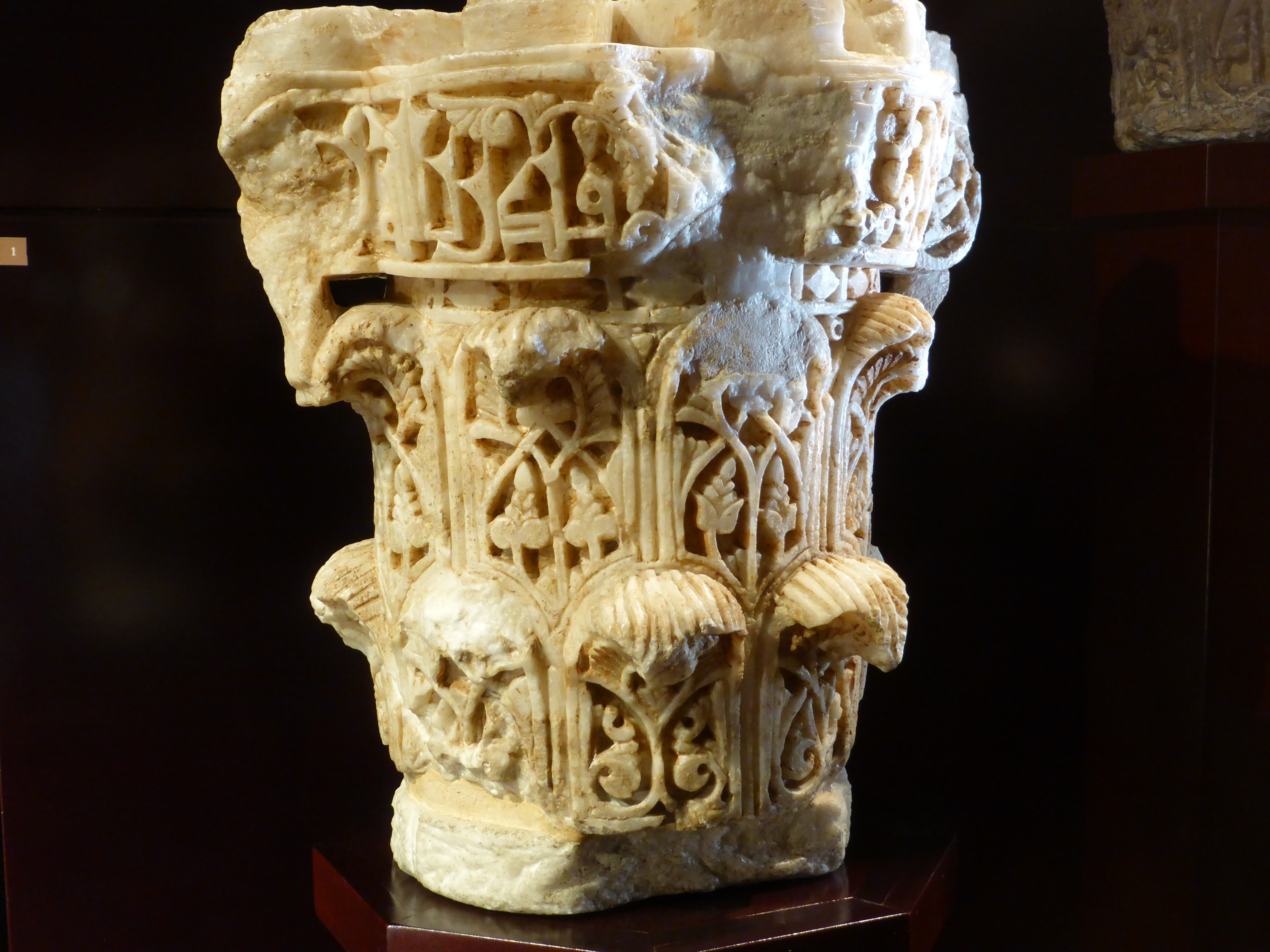
雪花石膏柱头，11世纪

作为奥米亚哈里发统治下与基督教王国接壤的上边界首府，萨拉戈萨享有一定的自治权。10世纪的穆斯林萨拉戈萨在犹太和莫扎拉布区接纳其他宗教的社区。安达卢西亚哈里发解体后，1018年，图伊比人蒙迪尔一世统治下，萨拉库斯塔的泰法成为一个重要王国的首都。

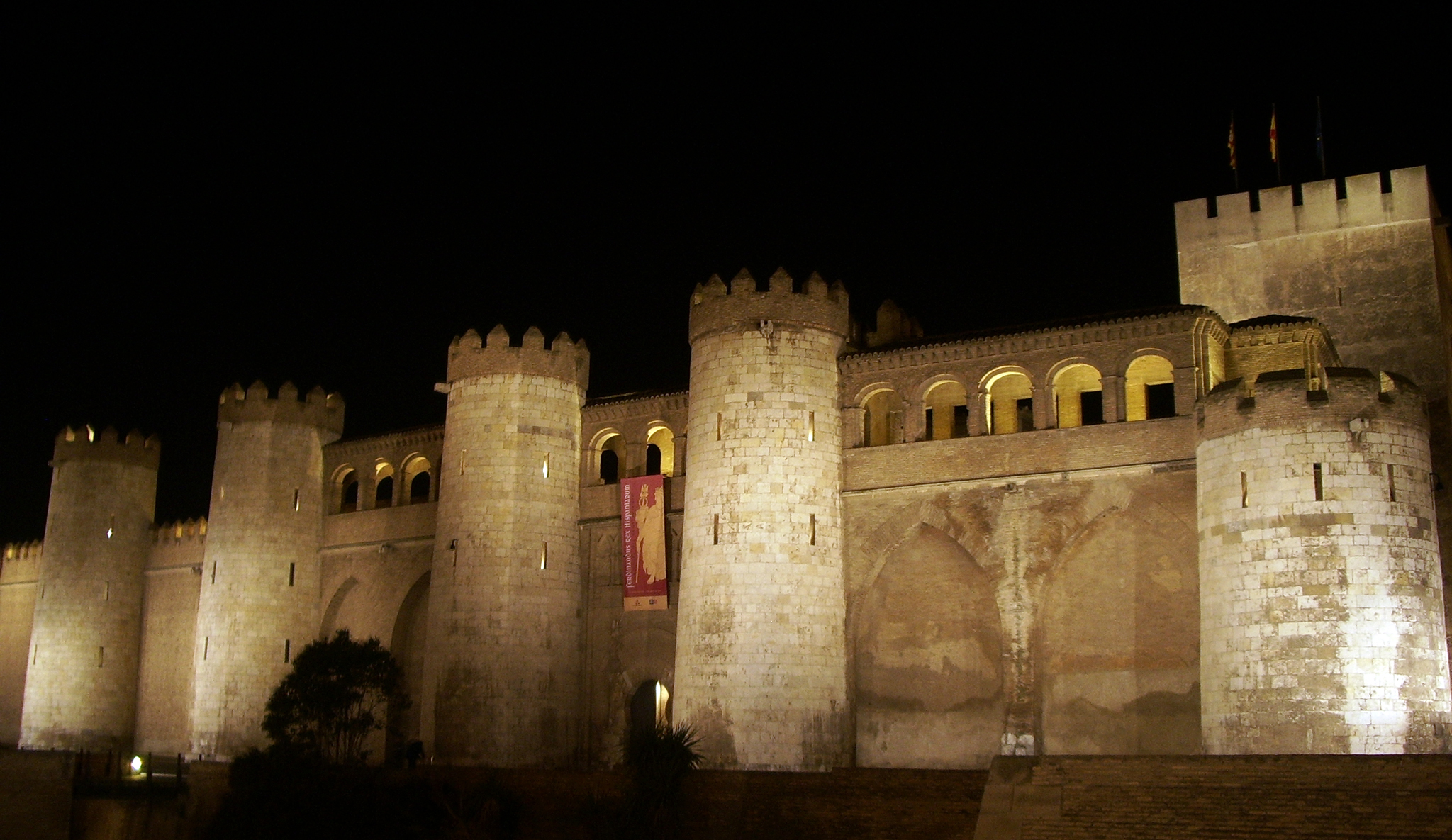
阿尔哈费里亚宫，建于11世纪，修复于20世纪

萨拉戈萨作为伊斯兰城市的辉煌时期发生在11世纪，特别是穆克塔迪尔（1046-1081）的统治，穆克塔迪尔已经属于巴努胡德王朝，他通过吞并托尔托萨泰法和德尼亚泰法扩大了自己的王国，并将瓦伦西亚泰法置于从属地位。他建造了一座宏伟的设防娱乐宫殿：阿尔哈费里亚宫，其工程始于1065年。面对阿尔摩拉维德帝国和年轻的阿拉贡王国的压力，胡德王朝成功地保持了独立，直到1110年，这座城市不得不移交给穆拉比特政权，穆拉比特政权将瓦伦西亚前议员穆罕默德·伊本·哈伊置于城市治理的首位。1115年，伊本·蒂菲尔维特取代了他，他任命伟大的哲学家阿芬帕斯为大臣。
在西方盟友和法国十字军东征者以及阿拉贡军队的帮助下，阿方索一世于1118年重新征服萨拉戈萨，萨拉戈萨很快将成为阿拉贡王国的首都，也是阿拉贡王室加冕的所在地。穆斯林人口不得不转移到城市围墙外，在那里他们建立了新的莫雷里亚区，而城市中心则由法兰克人重新定居，并以封地的形式授予贝阿恩的加斯顿四世。
自13世纪末以来，它一直是阿拉贡联盟（限制王权和维护特权的贵族协会）的中心，直到1384年被礼貌的佩德罗击败。卡斯蒂利亚王室和阿拉贡王室的王朝联盟使其成为奥地利君主制的一座城市。宗教裁判所的成立是1485年发生重大起义和检察官佩德罗·阿尔布埃斯被谋杀的原因。15世纪，圣保罗的农夫和特内里亚斯的渔民等乡巴佬涌入了这座城市。在费尔南多统治期间，天主教徒建立了大学，并建造了商会大楼。1492年驱逐犹太人和1609年驱逐摩尔人导致其增长出现了一些停滞，但尽管如此，它仍然是一个重要的城市（1548年有25000名居民）。

### 近代

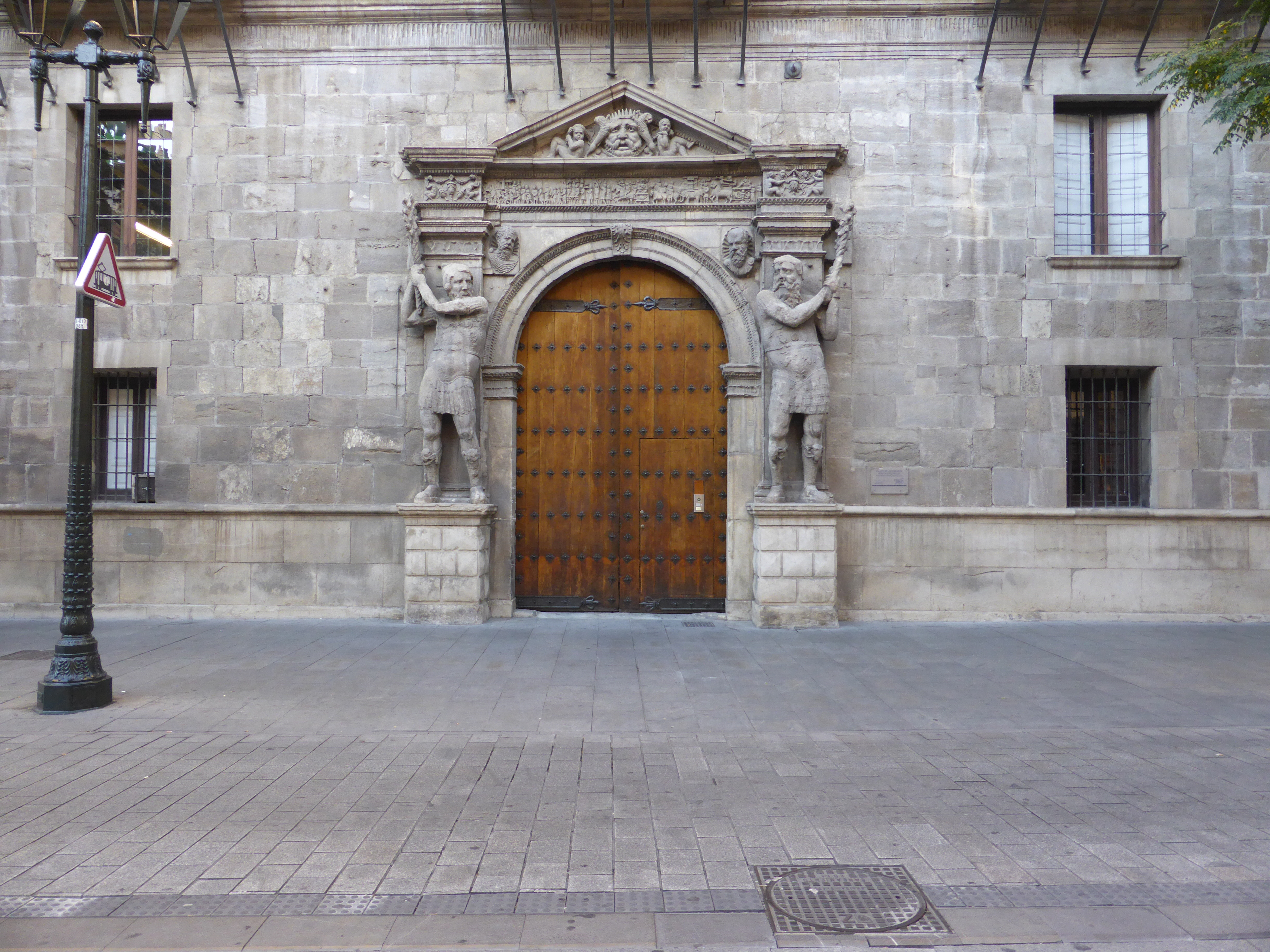
阿拉贡高等法院和月亮宫的正面，16世纪

由于费利佩二世的秘书安东尼奥·佩雷斯被监禁，该市成为起义的现场，费利佩二世根据国王的命令被起诉，1591年获得了阿拉贡法院的保护。骚乱终结了胡安·德·拉努萨法官的处决，并对他的特权实行了一些限制。在继承战争期间，为了捍卫阿拉贡的自由和主权、其机构和阿拉贡法律，该市宣布支持奥地利的查理大公。当萨拉戈萨被波旁王朝军队征服时，它失去了迄今为止享有的自治权（1707年），只有在1710年，由于新基本法令废除了其管辖权，该市才得以短暂恢复，但不再是阿拉贡王国重要机构的所在地。
18世纪，人口从1725年的30000人增加到1787年的43000人。1760年，埃斯基拉切发生了一场骚乱，1776年，国家之友经济协会成立。

### 现代

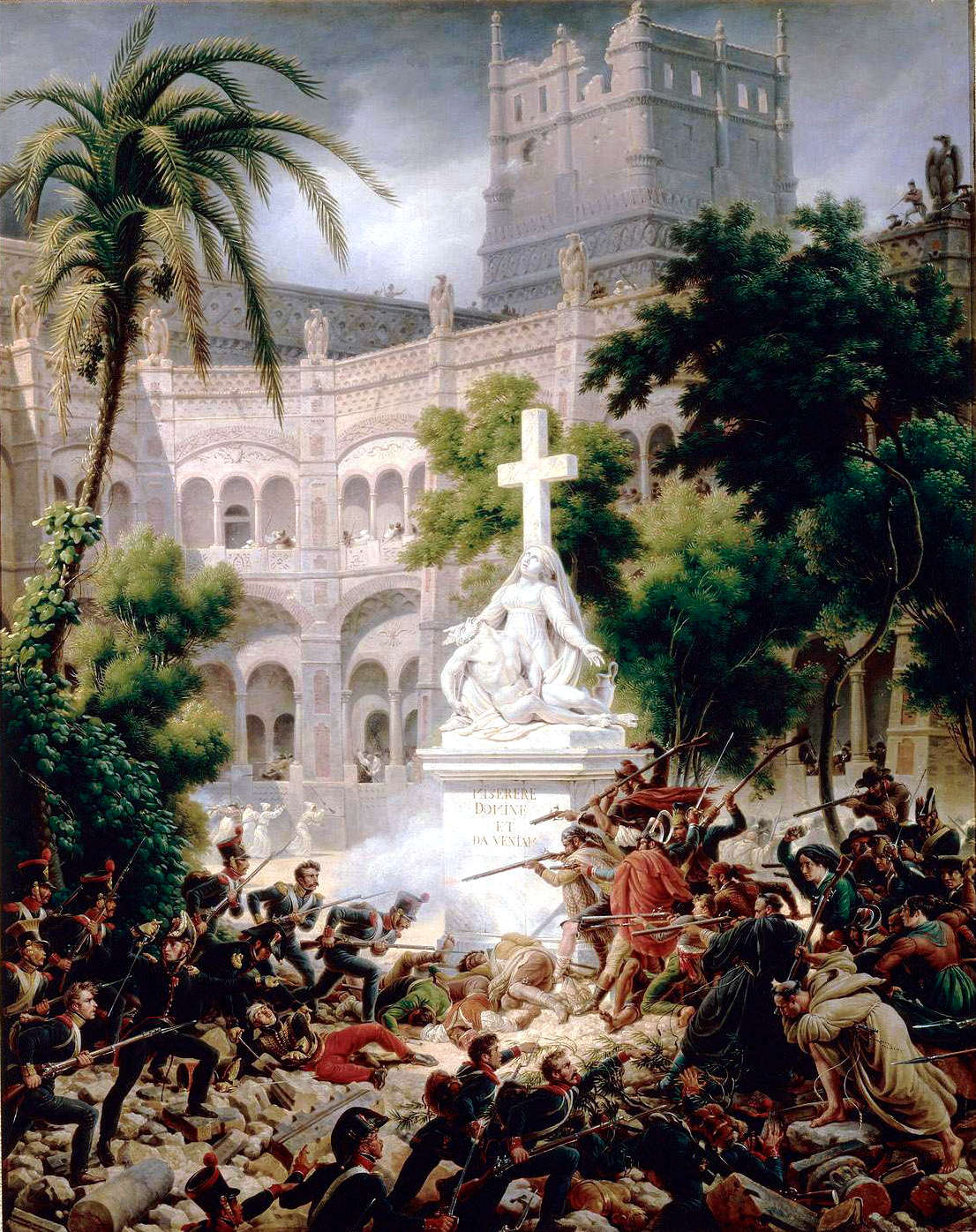
1809年2月8日，法国军队袭击圣安格拉西亚修道院，弗朗索瓦·勒若讷画作，1827年

在西班牙独立战争（1808-1814年）期间，萨拉戈萨抵抗了法国军队。在与拿破仑的战争中，该市因围攻战役而闻名于整个欧洲，是抵抗拿破仑的象征。在第一次围攻（1808年6月至8月）中，威尔第将军不得不停止占领。在第二次围困（1808年12月底至1809年1月21日）中，萨拉戈萨在一系列非常暴力的战斗后投降，在那里，人民在何塞·德·帕拉福克斯的指挥下与防守部队英勇合作，后者与3万人一起被关起来。蒙塞和后来的兰内斯领导了第二次围攻。据估计，有8000名法国人和4万名守军死亡，因为台风在该市蔓延。
在卡洛斯战争期间，卡洛斯党将军胡安·卡巴涅罗于1838年3月5日凌晨试图占领这座城市，但被驻军挡住。1854年1月2日，是另外一次失败的尝试。
1885年的霍乱造成了许多受害者。然而，1900年，该市约有10万居民。同样在19世纪，现代城市发生了第一次重大变化：火车站（北站）的位置产生了一个住宅和工业中心，独立大道（1815年开始）及其门廊的逐步建设，它创造了一条从Coso到Santa Engracia果园的轴线，并将增长与20世纪初的扩建联系起来，以Gran Vía和Paseo de Sagasta为主要街道。19世纪末，它成为该市最近工业化进程吸引大量农村移民的焦点。

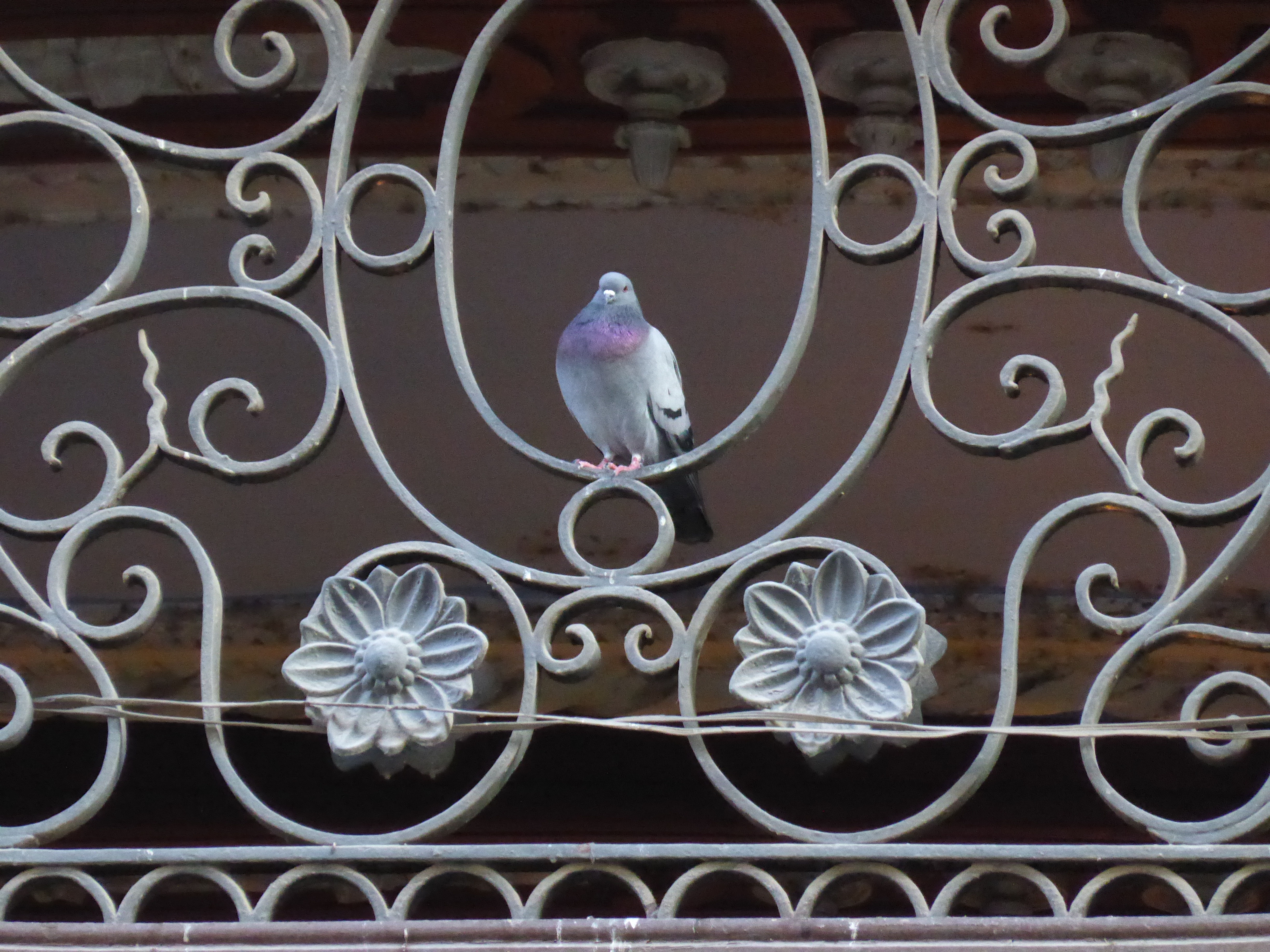
阿方索一世街区

1898年后，失去的殖民地供应的蔗糖开始被甜菜等衍生物取代，这导致萨拉戈萨糖业的繁荣，以及资产阶级的出现，这鼓励了华金·科斯塔和巴西利奥·帕莱索的全国生产者联盟（1899年）和全国联盟（1900年）的再生运动。利润大幅增长带来的资本积累导致了萨拉戈萨银行或阿拉贡银行等多个地区金融机构的成立。农村移民导致无产阶级的出现和城市化的发展。
经济扩张带来了萧条和通货膨胀时期，并引发了随之而来的工人要求。这些都被一个顽固的地方资产阶级忽视了，最终导致执法人员的暴力镇压。所有这些都导致了工人改良主义的失败和全国劳工联盟成员资格的持续增长。萨拉戈萨在20世纪初是仅次于巴塞罗那的西班牙第二大人口城市。
1936年7月19日，西班牙内战开始时，米格尔·卡巴内拉斯将军率领的叛军轻松控制了这座城市。1937年，共和军发动了萨拉戈萨攻势，试图重新控制这座城市，但没有成功。
独裁统治期间，1931年关闭并在战争期间改建为佛朗哥集中营的总军事学院重新开放，埃布罗河流域联合会成立。在完成了19世纪路线的各种城市规划之后，在本世纪的最后30年，随着埃布罗河构成的自然屏障的克服，城市中心发生了巨大的增长，并导致了人口稠密的新街区的建设。从19世纪下半叶至今，萨拉戈萨仍然蓬勃发展，目前是西班牙人口第五大城市。
薩拉戈薩以發生於此的民俗故事、在地美食，以及聖柱聖母聖殿（Basílica del Pilar）、耶穌救主座堂（La Seo）、阿爾哈費里亞宮（Palacio de la Aljafería）等地標著稱；其中，耶穌救主座堂、阿爾哈費里亞宮與其他亞拉岡自治区境內的建築，以「亞拉岡的穆德哈爾式建築」名稱列入聯合國教科文組織世界遺產。以慶祝該城主保聖柱聖母為中心的聖柱聖母節，是西班牙著名的民俗慶典之一。

## 经济

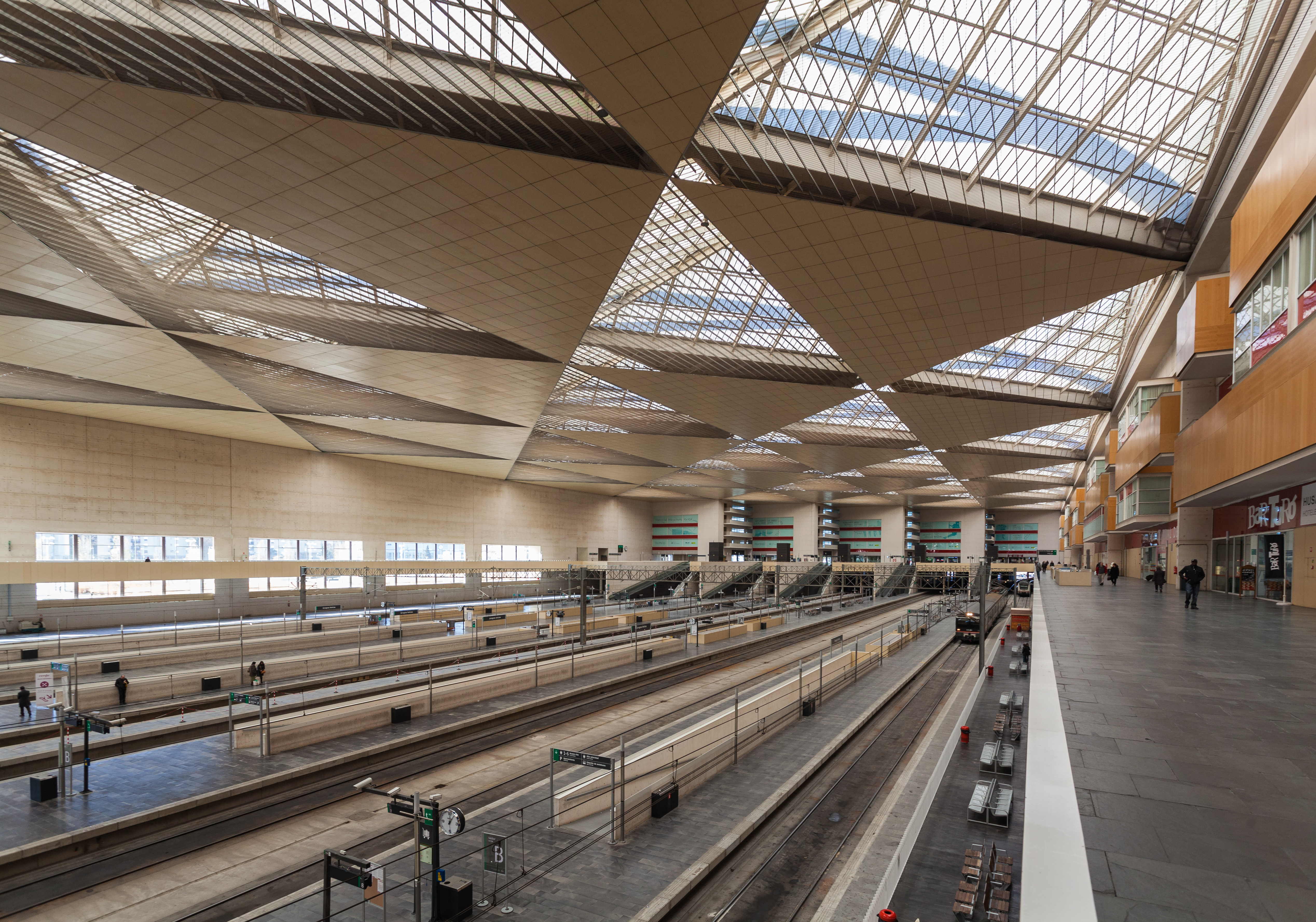
薩拉戈薩-德利西亞斯車站

除了优越的地理条件外，通用汽车公司欧宝工厂于1982年在Figueruelas（该市附近的一个小村庄）开始了生产。比例逐渐下降的农耕经济使欧宝工厂的生产成为当地经济的支柱之一。此外还有：Balay家用电器制造商，CAF（Construcciones y Auxiliar de Ferrocarriles S.A.西班牙文：铁路设备制造商），为国内外市场制造火车头。SAICE和Torraspapel是文具行业的公司，以及许多其他各行业的当地公司，如Pikolin和Lacasa，这两个公司正逐步的迈向国际市场。
该市的经济受益于类似于2008年世界博覽會、Plataforma Logística de Zaragoza (PLAZA)、 Parque Tecnológico de Reciclado （PTR）这样的项目。从2003年12月起，馬德里－巴塞隆拿高速鐵路通车，途径该市，更加巩固了该市作为区域交通中心的角色。
萨拉戈萨是西班牙空军基地所在地，在1994年以前该基地是与美国空军共享的。在英语中，该基地被称为Zaragoza Air Base。西班牙空军在此驻守一大队的F/A-18大黄蜂战斗机。此地虽无美军长期驻防（除了少量的KC-135'S以外），但它仍是美国空军在欧洲的一个训练基地。同时它也是西班牙陆军的总部所在地，该总部主办了萨拉戈萨综合军事学院。许多旅和一些其他卫戍部队驻扎在San Gregorio。

## 人口
萨拉戈萨历史人口变化图（单位：万人）
| 年份   | 1991    | 1996    | 2001    | 2006    | 2011    | 2016    |
| ------ | ------- | ------- | ------- | ------- | ------- | ------- |
| 人口數 | 594,394 | 601,674 | 610,976 | 649,181 | 674,725 | 661,108 |

- 数据来源:西班牙国家统计局（INE） [3]

### 移民
| 1 | 羅馬尼亞   | 19,064 |
| 2 | 摩洛哥     | 5,804  |
| 3 | 中國       | 4,497  |
| 4 |            | 3,302  |
| 5 | 哥伦比亚   | 2,488  |
| 6 | 阿尔及利亚 | 2,470  |
| 7 | 塞内加尔   | 2,117  |
| 8 |            | 1,115  |
| 9 | 乌克兰     | 1,030  |

2017年，萨拉戈萨共有64,003名外籍人口。占萨拉戈萨总人口的9.6%。在2010年到2017年间，从海外入境的移民人数从87,735人减少了27%，直至64,003人。在这些移民中，羅馬尼亞人最多，占移民外籍人口的29.8%，占占萨拉戈萨总人口的2.9%，紧接着是摩洛哥（9.1%）与中华人民共和国（7%）。

## 教育
公立大学萨拉戈萨大学就位于这里，是西班牙最古老的大学和主要的研究和发展中心之一。另一所私立大学Universidad San Jorge也在这座城市。

## 外部連結
- 参观萨拉戈萨，西班牙旅游的官方网页 （页面存档备份，存于）
- 薩拉戈薩市政府網站 （页面存档备份，存于）（西班牙文）（英文）（法文）
- Zaragoza Global（西班牙文）（英文）（法文）
- Zaragoza Brand（西班牙文）（英文）（法文）